# Łachwa (obwód brzeski)
Łachwa (biał. Лахва; jid. ‏לאַכװע‎, Łachwe) – wieś na Białorusi, w obwodzie brzeskim, w rejonie łuninieckim, nad Śmiercią.
Znajdują tu się parafialna cerkiew prawosławna pw. Narodzenia Matki Bożej z 1889 r., a także stacja kolejowa Łachwa, położona na linii Homel – Łuniniec – Żabinka.

## Historia

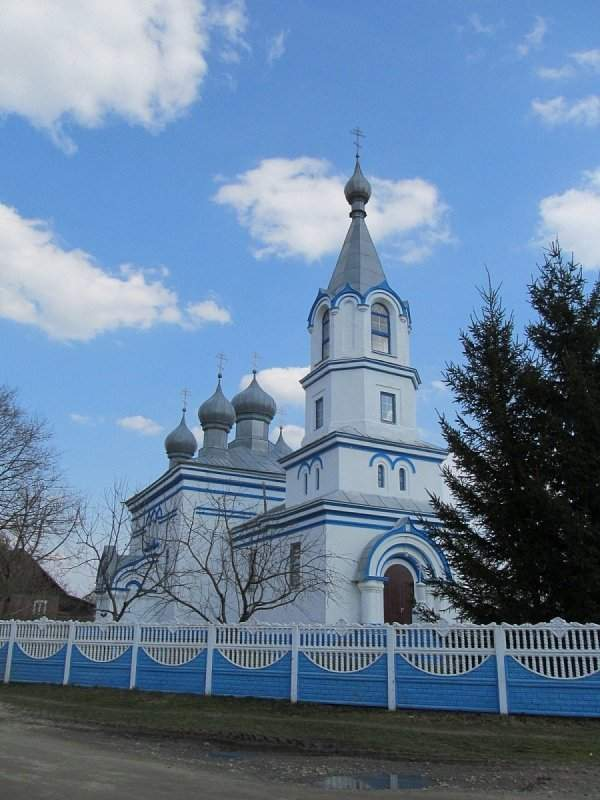
Cerkiew Narodzenia Matki Bożej

Nadana przez Kazimierza Jagiellończyka rodowi Kiszków. Anna Kiszczanka, córka wojewody smoleńskiego Stanisława Kiszki z Ciechanowca, wniosła w 1513 roku w posagu Łachwę do majątku męża Jana Radziwiłła Brodatego (wraz z Nieświeżem i Ołyką). W 1655 roku spalona przez wojska moskiewskie. 
Miasto magnackie położone było w końcu XVIII wieku w powiecie nowogródzkim województwa nowogródzkiego. 
W roku 1812 spalona przez rosyjskiego generała Czyczagowa na złość właścicielowi, Edwardowi Hutten-Czapskiemu.
Do 1854 roku był tu katolicki kościół parafialny. Od początku XIX wieku własność rodu Wittgensteinów.
W okresie międzywojennym Polsce, w województwie poleskim, w powiecie łuninieckim, siedziba gminy Łachwa. W Łachwie siedzibę swoją miał sztab Brygady Korpusu Ochrony Pogranicza „Polesie” i placówka wywiadowcza KOP nr 6.
W czasie II wojny światowej w miejscowym getcie żydowskim wybuchło powstanie, pierwsze tego rodzaju.

## Urodzeni w Łachwie
W Łachwie urodzili się Marian Hutten-Czapski i Stanisław Dawski.